# كاربينيانو سالنتينو
كاربينيانو سالنتينو (بالإيطالية: Carpignano Salentino)‏ هي بلدة وبلدية في مقاطعة ليتشي في إقليم بوليا في جنوب إيطاليا.

## السكان
في سنة 1861 بلغ عدد السكان 1٬607 نسمة، وتطور العدد ليصل في سنة 2011 لـ 3٬685 نسمة.
يظهر هذا المخطط البياني تطور النمو السكاني لـ كاربينيانو سالنتينو